# Конференция ООН по изменению климата (2023)
Конференция ООН по изменению климата 2023 года (также COP28, КС-28) — 28-я конференция участников Рамочной конвенции ООН по изменению климата. В её рамках проведена также 18-я встреча сторон Киотского протокола и 5-я встреча сторон Парижского соглашения. Конференция проходила в Дубае, ОАЭ, с 30 ноября по 12 декабря 2023 года.

## Дата и место проведения
COP28 прошла с 30 ноября по 12 декабря в Дубае. Конференцию посетили около 80 тысяч человек из 198 стран.

## Принимающая сторона
Обладая огромными запасами нефти и газа, принимающие саммит Объединённые Арабские Эмираты входят в лидеры по степени загрязнения на душу населения. Экологи высказывали опасения, что президентство ОАЭ будет использовано, чтобы сместить фокус и повестку саммита на возмещении ущерба от ископаемых энергоресурсов, а не прекращение их использования.
Уже в середине января 2023 года было объявлено, что президентом COP28 станет Султан аль-Джабер, управляющий и генеральный директор Национальной нефтяной компании Абу-Даби (ADNOC), также занимающий посты министра промышленности и передовых технологий ОАЭ и спецпредставителя страны по вопросам изменения климата. Выбор аль-Джабера вызвал резкую критику экологов: помимо непосредственного интереса в развитии нефтедобычи, его обвиняют в «гринвошинге» (буквально «озеленении репутации») своего имиджа. В частности, команда аль-Джабера редактировала связанные с ним страницы Википедии, подчёркивая позитивную роль аль-Джабера в климатическом движении. Редакторы получали предложения за деньги убрать из статьи об аль-Джабере информацию о подписанной им в 2019-м году четырёхмиллиардной сделке по развитию структуры нефтепроводов с американскими BlackRock и KKR. Команда COP28 подтвердила, что глава её отдела маркетинга Рамзи Хаддад владеет учёткой Junktuner, под которой на страницу климатического саммита вносились «обеляющие» правки об аль-Джабере. Глава германского отделения Greenpeace Мартин Кайзер так охарактеризовал выбор аль-Джабера на пост президента COP28: «Лиса назначена сторожить курятник».
27 ноября 2023 года в прессу попала информация о том, что аль-Джабер планирует вести деловые переговоры на частных встречах во время саммита, лоббируя интересы своей компании ADNOC. На условиях анонимности один из членов команды COP28 передал СМИ 150 страниц из брифингов, подготовленных для аль-Джабера, их подлинность подтвердили специалисты из Centre for Climate Reporting (CCR). Текст документов свидетельствует о том, что аль-Джабер собирается преследовать собственные коммерческие интересы, общаясь с главами правительств как минимум 30 стран. С крайним осуждением такого поведения выступил президент COP20 Мануэль Пулгар-Видал, который подчеркнул, что принимающая конференцию страна должна быть нейтральной и беспристрастной, а в основе UNFCCC лежит обязательство действовать без фаворитизма и корыстных интересов.

## Повестка
Главными вопросами конференции стали увеличение помощи бедным странам, адаптация государств к более жаркому климату, дальнейшая декарбонизация энергетических систем. Консенсус по вопросу о постепенном отказе от ископаемого топлива Амин назвал маловероятным.
На этой конференции стороны впервые провели Глобальную инвентаризацию Парижского соглашения (GST) — анализ прогресса по достижению климатических целей.
На COP28 стороны планировали сформировать фонд в $100 млрд, из которого развивающимся странам будет предоставлена компенсация за ущерб, связанный с изменением климата.
На КС-28 также должно было быть избрано место проведения саммита в следующем году. По словам спецпредставителя президента РФ по вопросам климата Руслана Эдельгериева, даже по этому поводу предвиделись разногласия: в свете текущих военных конфликтов «все друг друга заблокировали».

## Программа
1 и 2 декабря проходил Всемирный климатический саммит, на котором представители сторон выступили с докладами и заявлениями касательно их действий в борьбе с изменением климата. Уже на открытии конференции была подписана Декларация по устойчивому сельскому хозяйству, системам производства продовольствия и климатическим действиям, в которой сформулирована долгосрочная стратегия по переходу к устойчивой модели, а также изложены конкретные меры финансовой и технической поддержки производителей и населения.
3 декабря было посвящено вопросам здравоохранения и возмещению потерь и ущерба в затронутых военными конфликтами регионах.
На 4 декабря было запланировано обсуждение реформы мировой финансовой архитектуры и её трансформации в соответствии с принципами устойчивого развития. Также 4 декабря было днём обсуждения вопросов гендерного равенства.
5 декабря было посвящено вопросам быстрой декарбонизации и справедливого перехода во всех отраслях энергетики и промышленности.
6 декабря был назначен днём обсуждения вопросов урбанизации, перехода к низкоуглеродной и устойчивой антропогенной среде, переработки и утилизации отходов.
На 7 декабря для участников был запланирован день отдыха, программа конференции отсутствовала.
8 декабря было посвящено проблемам молодёжи — непропорционально высоким климатическим рискам, с которыми новым поколениям предстоит столкнуться, созданию «зелёных» рабочих мест, совершенствованию образования и т. д.
9 декабря программа конференции была посвящена вопросам природы, землепользования и здоровья океанов.
10 декабря обсуждались проблемы глобальных продовольственных систем, сельского хозяйства и водных ресурсов.
На 11-12 декабря были назначены заключительные переговоры по итоговому документу конференции. В ходе многочасовой дискуссии стороны не могли достичь соглашения по финальным формулировкам основных положений, поэтому оглашение результатов и заключительная сессия прошли 13-го декабря.

## Итоги
Итоговый документ конференции содержит отчёт о результатах первого Глобального подведения итогов (Global Stocktake, GST), в котором проанализированы результаты предыдущей работы по достижению целей Парижского соглашения и изложен план по дальнейшим действиям, включая постепенный отказ от использования ископаемого топлива к 2050 году. В документе описаны восемь необходимых климатических действий: утроение мощностей возобновляемой энергетики на глобальном уровне и удвоение глобальных среднегодовых темпов улучшения энергоэффективности к 2030 году, ускорение усилий для снижения выработки электроэнергии на основе угля без применения мер по сокращению выбросов и др. Исполнительный секретарь Рамочной конвенции ООН об изменении климата Саймон Стил позитивно оценил результаты конференции и назвал её итоговый документ «началом конца» ископаемого топлива. Широко представлено противоположное мнение — что под влиянием сырьевых стран формулировка главного положения является компромиссной и обтекаемой и не включает положение о полном отказе от ископаемого топлива. Глобальная углеродная нейтральность, по тексту документа, должна быть достигнута к 2050 году с помощью, в том числе, топлива переходного вида — прежде всего, природного газа.
Также важным итогом конференции стало создание Фонда для возмещения потерь и ущерба от изменения климата развивающимся государствам, решение о котором было принято на предыдущей сессии. За 2023 год стороны разработали специальный финансовый механизм, который поможет уязвимым странам справиться с ущербом от климатических бедствий, и смогли привлечь в фонд почти $800 млн. Всего стороны пообещали предоставить свыше $83 млрд в фонды различных климатических инициатив.
По результатам обсуждения сторон, местом проведения следующей конференции был выбран Баку.